# 센스 오브 스노우
센스 오브 스노우(Smilla's Sense Of Snow)는 스웨덴에서 제작된 빌 오거스트 감독의 1997년 액션, SF, 스릴러, 범죄, 미스터리 영화이다. 줄리아 오몬드 등이 주연으로 출연하였고 베른트 아이힝거 등이 제작에 참여하였다.

## 출연

### 주연
- 줄리아 오몬드
- 가브리엘 번
- 리처드 해리스
- 바네사 레드그레이브
- 로버트 로지아

### 조연
- 짐 브로드벤트
- 마리오 아도프
- 밥 펙
- 톰 윌킨슨
- 엠마 크로프트
- 피터 카팔디
- 위르겐 포겔
- 클레어 스키너
- Erik Holmey

## 제작진
- 원작자: Peter Hoeg
- Ass-PD: 로잔느 코렌버그
- 미술: 안나 아습
- 의상: 바바라 바움